# Піскарьов Микола Іванович
Мико́ла Іва́нович Піскарьо́в (рос. Пискарёв Николай Иванович; 1892, Бежиця — 12 березня 1959, Звенигород) — російський художник-графік, професор, викладач.

## Життєпис
Народився в Орловській губернії Російської імперії. Рано виявив художні здібності. Батьки відвезли сина до Москви, де той влаштувався на навчання в Строгановське художнє училище.
За першою художньою освітою — скульптор. Коли в училищі заснували графічну майстерню, навчався у художника С. С. Голоушева до 1916 р. Сам став майстром декількох графічних технік, створював малюнки, офорти, акварелі, дереворити, акватінти, кольорові ліногравюри. Був запрошений на посаду викладача, згодом став професором.
Роками працював художником книги, скульптором і педагогом. Перший екслібрис виконав ще 1923 р. Загальна кількість екслібрисів, виконана майстром, досягла двадцяти.
Останні роки перебував в місті Звенигород Московської області, де і помер 12 березня 1959 р. у віці 67 років. Поховання професора М. І. Піскарьова відбулось у Звенигороді.

## Вибрані твори
- «Екслібрис В. В. Гольцева», 1924[3]
- «Екслібрис Г. Н. Дуриліна», 1924
- «Пушкінська поличка Ю. Оболенської та К. Кандаурова», екслібрис 1926[3]
- «Екслібрис художника К. Богаєвського», 1924[3]
- «Екслібрис М.І Г. Холодовських», 1928
- «Екслібрис С. Лобанова», 1933
- «Екслібрис В. Н. Домогацького», 1933 (?)
- «Екслібрис І. В. Лазаревського», 1938 (всі дереворити)

- «Екслібрис С. К. Гипп», 1955 (?)[3]

- «Петроград. Александрійський театр», 1914, кольорова ліногавюра
- «Петроград. Академія мистецтв», 1914, кольорова ліногавюра
- «Краєвид Москви», 1914, кольорова ліногавюра
- «Петроград. Михайлівський замок», 1914, кольорова ліногавюра
- «Черьомушки. Садиба Якунчикової», 1914, кольорова ліногавюра
- «Пагорби на околицях Феодосії», 1918
- «Гроза», офорт
- «Вітер», 1918
- «Буря. Човен», 1919
- «Кримський пейзаж», 1920
- «Краєвид із генуезькою фортецею», 1920
- «Кіммерійський пейзаж», низка різних технік
- «Осінь. Листопад», 1954, кольорова ліногавюра
- «Підмосков'я. Лосі на дорозі», 1954, кольорова ліногавюра[2]

- дев'ятнадцять (19) ілюстрації до роману «Анна Каренина», 1933, по замові Клубу рідкісних видань, Нью-Йорк, США, кольоровий дереворит[2]
- Фронтиспис до каталогу виставки творів К. Ф. Богаєвского, 1927
- Фронтиспис до видання Леонардо да Вінчі «Трактат про живопис», 1933[2]